# Convenção Nacional Democrata

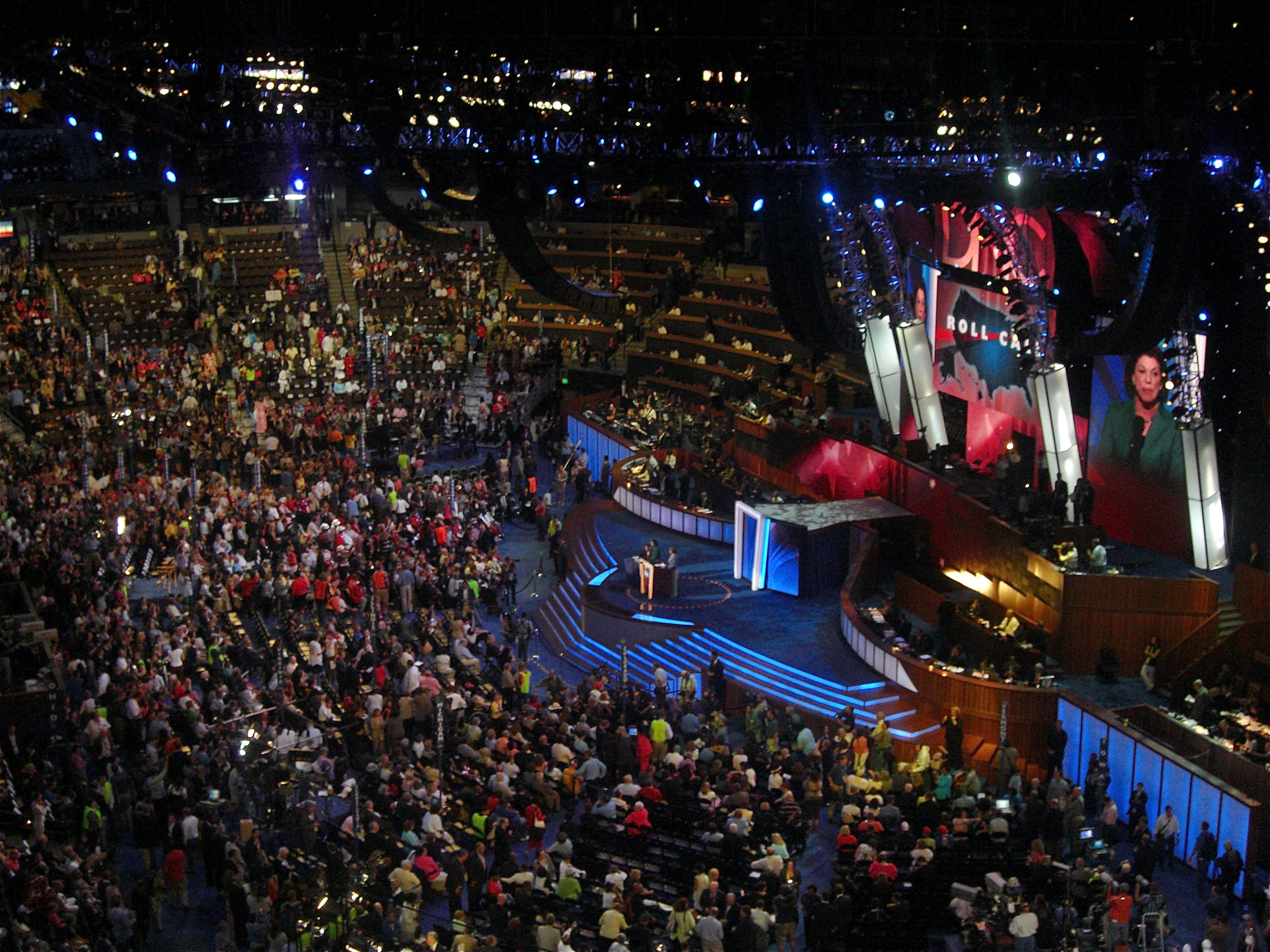
A secretária do Comitê Nacional Democrata, Alice Travis Germond, abre a chamada dos estados durante o terceiro dia da convenção de 2008.

Convenção Nacional Democrata (CND) é uma série de convenções de nomeação presidencial realizadas a cada quatro anos desde 1832 pelo Partido Democrata dos Estados Unidos. Elas têm sido administradas pelo Comitê Nacional Democrata desde a convenção nacional de 1852. O objetivo principal da Convenção Nacional Democrata é nomear e confirmar um candidato a presidente e vice-presidente, adotar uma plataforma de partido abrangente e unificar o partido. Delegados prometidos de todos os cinquenta estados dos Estados Unidos e de dependências e territórios americanos, como Porto Rico e Ilhas Virgens, e superdelegados que são delegados desabrigados que representam o establishment democrático, participam da convenção e lançam seus votos para escolher o candidato presidencial do Partido. Assim como a Convenção Nacional Republicana, a Convenção Nacional Democrata marca o fim formal do período eleitoral primário e o início da temporada de eleições gerais.